# Antiophlebia bracteata
Antiophlebia bracteata är en fjärilsart som beskrevs av Felder 1874. Antiophlebia bracteata ingår i släktet Antiophlebia och familjen nattflyn. Inga underarter finns listade i Catalogue of Life.

## Bildgalleri

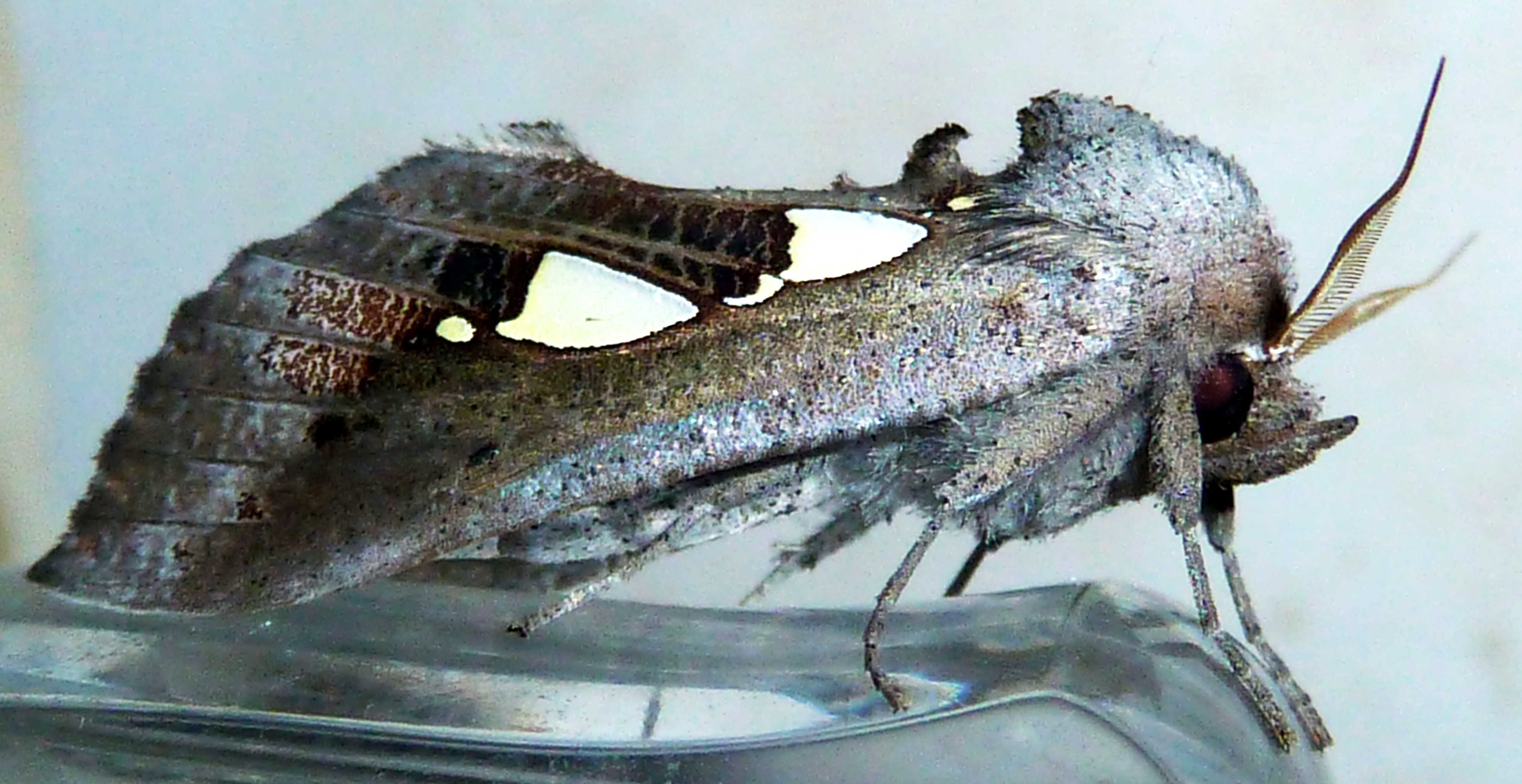
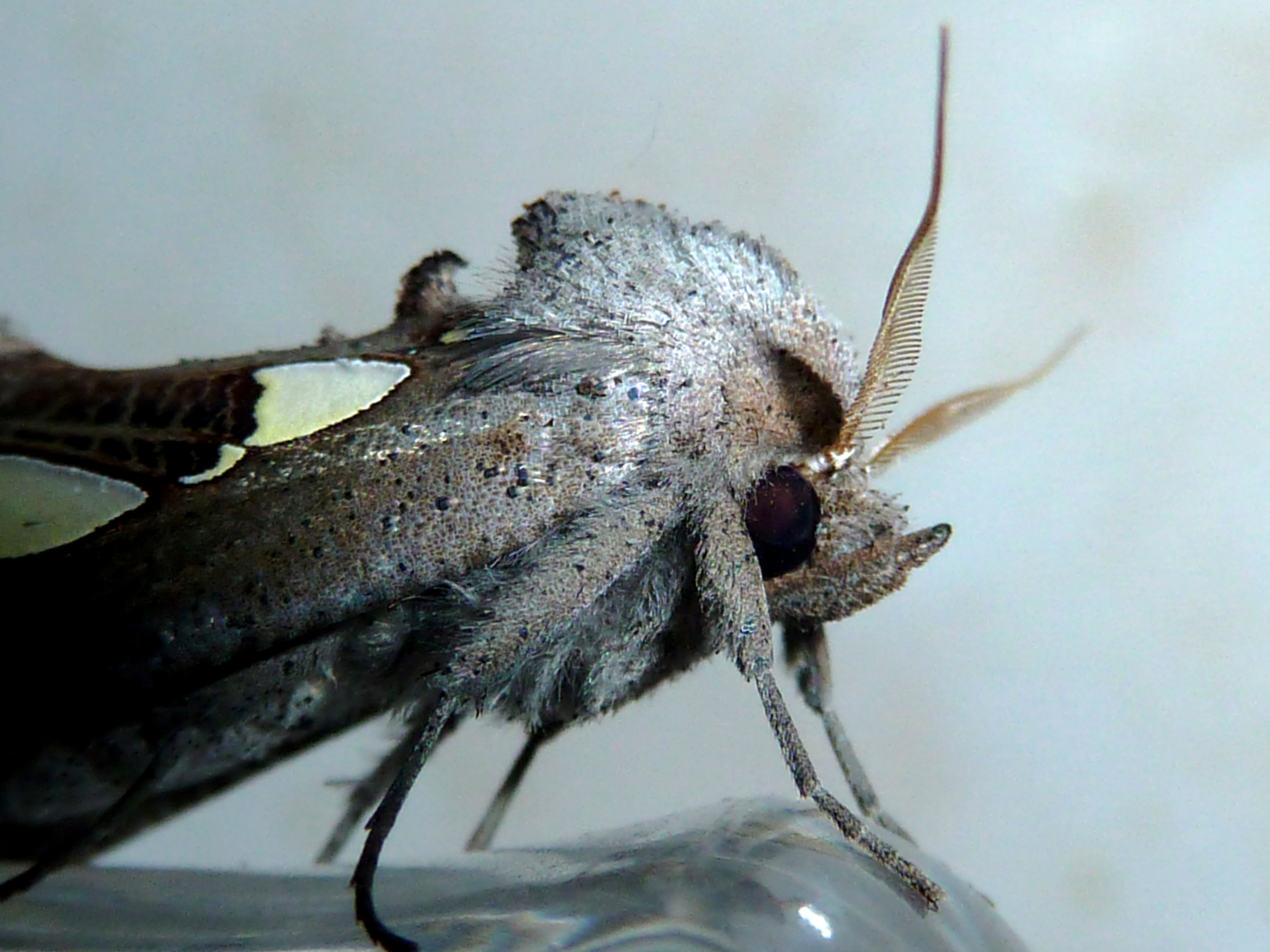
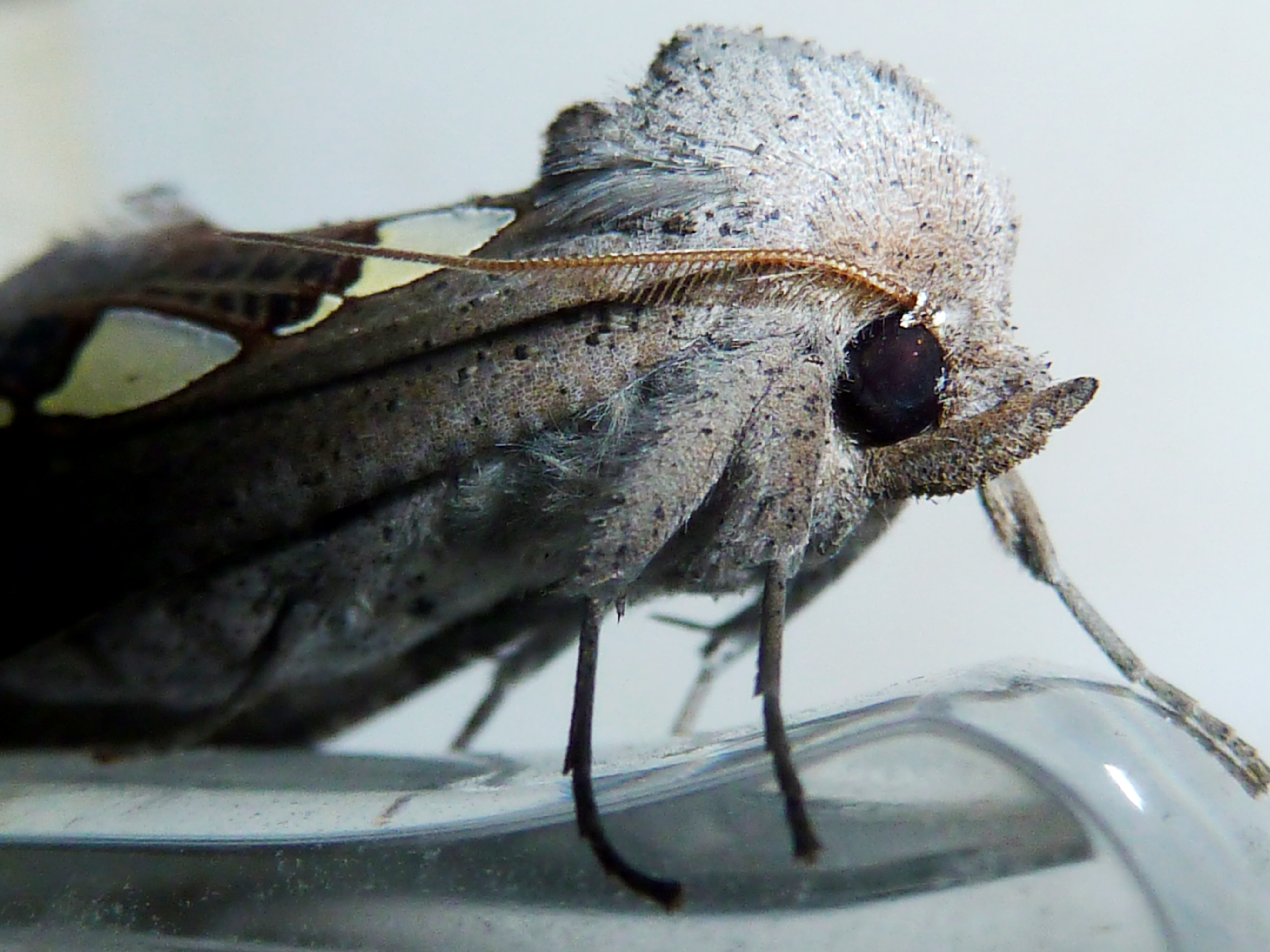